# Gare d'Eidsberg
La gare d'Eidsberg est une halte ferroviaire norvégienne de la Ligne d'Østfold (Østre linje), située sur le territoire de la commune d'Eisberg.
Mise en service en 1882, c'est une gare de la Norges Statsbaner (NSB). Elle est distante de 68,63 km d'Oslo. 

## Situation ferroviaire
La gare d'Eidsberg se situe entre les gares de Mysen et d'Heia.

## Histoire
La gare fut mise en service lorsque la ligne de l'est reliant Ski - Mysen - Sarpsborg fut achevée en 1882 . 
La gare a été rétrogradée au rang de halte ferroviaire en mars 1989.

## Service des voyageurs

### Accueil
C'est une gare sans personnel, disposant d'abris sur le quai pour les voyageurs.

### Desserte
Eidsberg est desservie par des trains locaux en direction de Skøyen et de Rakkestad uniquement aux heures de grande affluence.

### Intermodalités
Un parking, de 10 places, pour les véhicules y est aménagé.